# Shō Shibata
Shō Shibata (japanisch 柴田 翔, Shibata Shō; * 19. Januar 1935 in der Präfektur Tokio) ist ein japanischer Schriftsteller, Germanist und Übersetzer.

## Leben und Wirken
Shō Shibata machte seinen Studienabschluss an der Universität Tokio im Fach Literaturwissenschaften. Danach besuchte er die Graduate School und erregte Aufmerksamkeit durch sein Werk „Rokutaru-kan no hanashi“ (ロクタル管の話) – „Die Geschichte der Loctal-Röhre“ 1958, die in dem Freundeskreis-Magazin „Zō“ (象) veröffentlicht worden war, das er mit seinen Freunden betrieb. Es ist eine Arbeit, die die Freuden und Sorgen eines Mittelschülers darstellt, der davon besessen ist, ein Radio zusammenzubauen, indem er eine Radiokomponente namens Loktal-Röhre verwendet.
Während seiner Tätigkeit als Assistent an seiner Alma Mater erhielt Shibata den Goethe-Preis (Goethe Society of Japan) für „Shinwa-ryoku kenkyū“ (親和力研究) –　„Untersuchung zu Wahlverwandtschaften“　(1960), eine Überarbeitung seiner Magisterarbeit. Er bildete sich von 1962 bis 1964 Jahre in Deutschland weiter. Während dieser Zeit wurde „Saredo warera ga hibi –“ (されどわれらが日々―) – „Aber unsere Tage ...“ (1964), das zunächst in „Zō“ Nr. 7 veröffentlicht worden war, im Magazin „Bungakukai“ (文学界) nachgedruckt und mit dem 51. Akutagawa-Preis ausgezeichnet. Es wurde hoch gelobt als ein Werk, das sich direkt mit der Lebensweise junger Intellektueller befasste, die von der Änderung des „Dairoku zenkoku kyōgikai“ (第6回全国協議会) der Kommunistischen Partei Japans, kurz „Rokuzenkyō“ (六全協), betroffen waren. Es basiert auf den Erfahrungen des Autors mit dem Kommunismus und den Kämpfen gegen das Establishment während seiner Studentenzeit. Er erlebte das „Rokuzenkyō“ als eine Erklärung für einen großen Wechsel von der Kampflinie der damaligen japanischen Kommunistischen Partei und der spätere „Stalin-Kritik“ (スターリン批判). Aus der Sicht der politisch-orientierten Generation, insbesondere der Jugend, verfolgt das Werk intensiv die Spaltungs- und Frustrationsprobleme der revolutionären Bewegung. Es ist ein Coming-of-Age-Roman, der eine Gruppe von Studenten darstellt, mit einem Hauch von Lyrik.
Shibata gehört zur gleichen Generation wie Kenzaburō Ōe, aber im Unterschied zu Ōe beschreibt er in einem leichteren, helleren Stil die Themen der gleichen Zeit. Er verfolgt in dem Werk die nihilistische Innenwelt eines jungen Mannes, der nicht an sich selbst glauben kann, die Zeit, oder Politik dar. Sie repräsentierte damals einen Aspekt der Jugendkultur. Es war besonders beliebt bei jungen Frauen, Gymnasiasten und Universitätsstudenten. Danach, nach einem erneuten Auslandsstudium in Deutschland, arbeitete er an der „Tokyo Metropolitan University“, kehrte aber bald wieder an die Universität Tokio zurück. Von 1991 bis 1993 war Shibata Dekan der Philosophischen Fakultät der Universität. Nach der Emeritierung übernahm er bis zum Jahr 2006 eine Professur an der Fakultät für Kunst und Literatur der Kyōritsu-Frauenuniversität.
Weitere Werke Shibatas sind „Okuru kotoba“ (贈る言葉) – „Worte, die zu geben sind“ (1966), „Tori no Kage“ (鳥の影) – „Der Schatten eine Vogels“ (1971), „Tachi-tsukusu myōnichi“ (立ち盡す明日) – „Das erstaunt stillstehende Morgen“ (1971), „Warera sen’yū-tachi“ (われら戦友たち) – „Wir Waffenbrüder“ (1973), das man als Fortsetzung von „Aber unsere Tage ...“ bezeichnen kann, „Non-chan no bōken“ (ノンちゃんの冒険) – „Die Abenteuer von Non-chan“ (1982), „Totsuzen ni shīriasu“ (突然にシーリアス) – „Plötzlich ernst“ (1992) und die kreative Sammlung „Chūgokujin no koibito“ (中国人の恋人) – „Chinesische Liebhaber“ (1992) usw. Sie alle sind leicht, hell und schlicht und zeichnen sich durch eine gut verständliche Darstellung zeitgenössischer Themen aus. Zu seinen Besprechungen gehören Aufsätze wie „Lesung von Goethes Faust“ (ゲーテ「ファウスト」を読む) 1985, „Sei’u Tsūshin“ (晴雨通信) 1985 und „Kazaguruma tsūshin“ (風車通信) 1990 im Briefstil, sowie „Kibō to shite no kureōru“ (希望としてのクレオール) 1994. Ab 1970 wurde drei Jahre lang mit den Schriftstellern Makoto Oda, Takeshi Kaikō, Kazumi Takahashi, Nobuhiko Matsugi das vierteljährlich erscheinende Freundeskreis-Magazin „Ningen toshite“ (人間として) – „Als Mensch“ publiziert, insgesamt 12 Bände.
Shibata ist auch für seine wissenschaftlichen Aktivitäten zur deutschen Literatur bekannt. Er veröffentlichte literarische Essays, literaturwissenschaftliche Bücher, Übersetzungen von Werken deutscher Autoren wie Johann Wolfgang von Goethe, Stefan Zweig, Franz Kafka und Walter Benjamin. Nach der erwähnten „Lesung von Goethes Faust“ erschien als Fortsetzung „Naimen sekai ni utsuru rekishi ― Gēte jidai Doitsu bungaku shiron“ (内面世界に映る歴史――ゲーテ時代ドイツ文学史論) „Geschichte im Spiegel der Innenwelt: Die Geschichte der deutschen Literatur in der Goethezeit“ (1986). Anlässlich des 250. Geburtstags von Goethe übersetzte er den vollständigen Faust Teil 1 und Teil 2.

## Übersetzungen
- Und unsere Tage waren es doch (Saredo warera ga hibi). Aus dem Japanischen von Peter Silesius. Iudicium 2009. ISBN 978-3-89129-993-7
- Szenen einer Stadt (Erzählung), in: Zeit der Zikaden, hg. v. Araki/May. Piper 1990. ISBN 3-492-11193-9